# Dinochares conotoma
Dinochares conotoma är en fjärilsart som beskrevs av Edward Meyrick 1908. Dinochares conotoma ingår i släktet Dinochares och familjen Lecithoceridae. Inga underarter finns listade i Catalogue of Life.